# Cyprolais ruteri
Cyprolais ruteri är en skalbaggsart som beskrevs av De Lisle 1953. Cyprolais ruteri ingår i släktet Cyprolais och familjen Cetoniidae. Inga underarter finns listade i Catalogue of Life.